# Francesco Marchesiello
Francesco Marchesiello (Marcianise, 1893 – 1980) was een Italiaans componist, muziekpedagoog, musicoloog, dirigent en klarinettist.

## Levensloop
Marchesiello kreeg zijn eerste muziek- en klarinetles bij Picone de Cardito. Al op 14-jarige leeftijd werd hij klarinettist in de Banda Bianca in San Severo, die toen onder leiding stond van Lino Santoro. In de periode 1908 tot 1910 trad hij als klarinetsolist in verschillende Italiaanse theaters en concertzalen op. Tegen het einde van de Eerste Wereldoorlog werd hij adjunct-directeur van de Banda delle "Fiamme Gialle". In de tussentijd studeerde hij harmonie, contrapunt, compositie, HaFadirectie en instrumentatie voor HaFaorkesten aan het Conservatorio di San Pietro a Majella di Napoli in Napels en behaalde aldaar zijn diploma's bij Francesco Cilea, Camillo De Nardis, Raffaele Caravaglios en Pinna.  
Vanaf 1920 werd hij dirigent van de Banda Musicale di Balsorano en sinds 1921 van de Banda Sinfonica Città di Sora. In 1929 richtte hij met financiële steun van zijn broer Gaetano in Marcianise een 80 muzikanten tellende banda op, maar na weinige jaren krijgt deze vereniging financiële problemen en men beëindigd het muziekbedrijf. In hetzelfde jaar solliciteerde hij ook bij de Banda de Guardia di Finanza, maar, hoewel hij de competitie won, werd het resultaat geëlimineerd, omdat hij niet bereid was zich de fascistische partij aan te sluiten. Gedurende zijn carrière leidde hij vele andere banda's zoals die van Fontana Liri, Ceprano, vanaf 1932 tot 1937 de Banda Musicale Città di Sturno, Matera, Monteroduni, in Napels, Alife en Auletta. Hij werkte mee aan de naoorlogse reorganisatie van de banda's in de hele regio, vooral ook bij de Complesso Bandistico Francesco Marchesiello di Marcianise en een aantal andere banda's. 
Als muziekpedagoog en musicoloog was hij verbonden aan het Conservatorio di Salerno.
Gedurende de Tweede Wereldoorlog wijdde hij zich intensief aan het componeren. Hij componeerde naast een aantal werken voor banda (harmonieorkest) ook twee missen, symfonieën voor orkest, concerti voor viool en orgel.

## Composities

### Werken voor banda (harmonieorkest)
- 1915-1918 Apoteosi, concertmars
- 1932 Echi abruzzesi, marcia sinfonica
- 1953 Maggiolata, marcia sinfonica
- Abruzzo gentile, marcia sinfonica
- Amore mio, mars
- Andreina, mars
- Argentina, marcia sinfonica
- Biancamaria, marcia sinfonica
- Caserta, marcia sinfonica
- Cicita, mars
- Diavoletta, mars
- Eliana, marcia sinfonica
- Eugenio in bicicletta, mars
- Franceschina, mars
- Gemma, marcia sinfonica
- Gianna, marcia sinfonica
- Graziosa, mars
- Il verde Liri, symfonisch gedicht
- Impressioni, mars
- Lolita, mars
- Luisa, marcia sinfonica
- Marchesina, marcia sinfonica
- Melina, marcia sinfonica
- Ninetta, marcia sinfonica
- Oriente e Occidente, mars
- Ottobrata, marsfantasie
- Pastorella, mars
- Pina, marcia sinfonica
- Raggio di gioia, mars
- Redenzione, marshymne
- Sahara (Cavalcata per beduino), fantasie
- Scene pittoresche, symfonisch gedicht
- Scherzo marciabile
- Sofia, marcia sinfonica
- Sora, marcia sinfonica
- Soranella, scherzo di marcia
- Spensierata, scherzo di marcia
- Stella, marcia sinfonica
- Suona la banda, mars
- Zingara, marcia sinfonica